# Bitwa pod Cuzco (1533)
Bitwa pod Cuzco – starcie zbrojne, które miało miejsce w roku 1533 podczas hiszpańskiego podboju Peru.
Do bitwy doszło niedługo po wyparciu Indian quiteńskich Qizguiza z pasma górskiego Vilcaconga. Wówczas to do Francisco Pizarra przybył Manco Inka, który zaoferował Hiszpanom swoją pomoc, na co Pizarro przystał. Gdy Hiszpanie znajdowali się niedaleko Cuzco, siły Quizquiza przypuściły kolejny atak w dół górskiego zbocza, gdzie znajdował się oddziały konnicy Hernando de Soto oraz Juana Pizzaro. W wynikłej bitwie Indianie zostali rozbici. Straty Hiszpanów wyniosły jednego rannego żołnierza oraz jednego zabitego i kilka rannych wierzchowców. Rankiem następnego dnia (15 listopada 1533) r. Hiszpanie bez przeszkód wkroczyli do Cuzco, zajmując miasto. Kilka tygodni później Manco Inka pod patronatem Pizarra uroczyście przyjął insygnia władzy.